# Russell Sams
Russell Adam Sams (ur. 18 maja 1977 w Clinton) − amerykański aktor filmowy, telewizyjny i teatralny.

## Życiorys
Urodził się w Clinton w stanie Tennessee. Podczas studiów na University of Tennessee, występował w spektaklach, między innymi w uczelnianym Clarence Brown Theatre. Po przeprowadzce do Los Angeles w Kalifornii rozpoczął karierę w branży aktorskiej.
Po gościnnych występach w serialach telewizyjnych JAG − Wojskowe Biuro Śledcze, Wbrew regułom i Grounded for Life, zagrał rolę Richarda „Dicka” Jareda, ekscentrycznego homoseksualisty lubującego się w nadużywaniu alkoholu, w kultowym komediodramacie Żyć szybko, umierać młodo (The Rules of Attraction, 2002).
Wystąpił w dramacie Wonderland (2003) u boku Vala Kilmera, Lisy Kudrow, Josha Lucasa i Kate Bosworth, a następnie został obsadzony w dreszczowcu Drapieżnik (The Flock, 2007) z Richardem Gere’em, Claire Danes i wokalistką poprockową Avril Lavigne.

## Filmografia

### Filmy
- 2001: Sam's Circus jako „Wheels” Toland
- 2001: To co najważniejsze (What Matters Most) jako Troy Decker
- 2002: Żyć szybko, umierać młodo (The Rules of Attraction) jako Richard „Dick” Jared
- 2003: Wonderland jako Cherokee
- 2004: Three Blind Mice jako Val
- 2006: Driftwood jako Dean Forrester
- 2007: Drapieżnik (The Flock) jako Edmund Grooms
- 2008: Amateurs jako Phil
- 2011: Pox jako Abner

### Seriale TV
- 2001: JAG − Wojskowe Biuro Śledcze (JAG) jako pilot wojskowy Peter Tyree
- 2002: Uziemieni (Grounded for Life) jako Jeff
- 2002: Wbrew regułom (Philly) jako Greg Brock
- 2003: Puls miasta (Boomtown) jako Rookie
- 2003: Raport o zagrożeniach (Threat Matrix) jako Trevor
- 2004: Dowody zbrodni (Cold Case) jako Melvin „Carlo” Fishman w 1983
- 2005: Ryzykanci (Eyes) jako Kevin Fonseca
- 2005: CSI: Kryminalne zagadki Las Vegas (CSI: Crime Scene Investigation) jako sprzedawca
- 2006: Jordan (Crossing Jordan) jako Nate
- 2008: Zaklinacz dusz (Ghost Whisperer) jako Christian
- 2013: Agenci NCIS jako oficer Daniel Graves